# Lingua a carta geografica
Per lingua a carta geografica  conosciuta anche con il nome di glossite benigna migratoria o di eritema migrante (da non confondersi con la malattia dallo stesso nome ma che riguarda tutto il corpo) in campo medico, si intende una condizione benigna a carattere cronico o recidivante del dorso della lingua. Insieme alla glossite romboidea mediana e alla lingua scrotale costituiscono una triade di manifestazioni di difficile diagnosi e che vengono trattate solitamente in maniera sproporzionata rispetto all'occorrenza salvo in quei casi maggiormente sintomatici.

## Etimologia
Il nome della malattia deriva dalla strana forma che acquista la lingua grazie alla varie piccole macchie rosse circondate da un bordo bianco, infatti sembra osservare una terra emersa circondata da un oceano, come se fosse una mappa.

## Epidemiologia

### Età

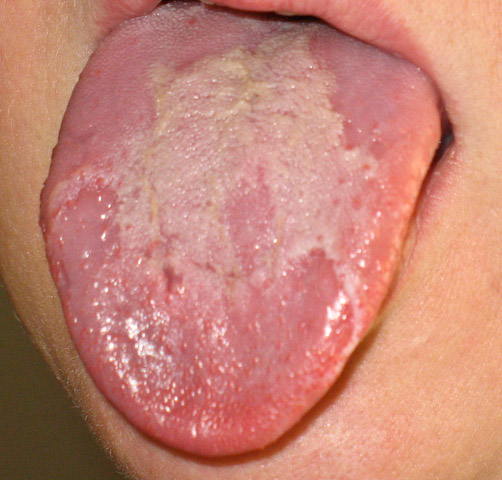
Si nota al centro della lingua una vasta macchia bianca, tipica della condizione

La condizione è principalmente diffusa nei bambini e adolescenti, anche se alcuni studi hanno calcolato che l'età di maggiore incidenza si attesta dalla seconda e terza decade di età. Pochi studi si discostano da questo dato, come quello condotto su una follow-up decennale, affermando che la maggioranza dei casi in cui le persone hanno contratto tale condizione avevano un'età superiore ai 40 anni.

### Etnia
Per quanto riguarda le etnie non vi è diversità di diffusione.

### Sesso
Il sesso più colpito è quello femminile. dato confermato da studi condotti su 2 500 persone, Al contrario studi condotti nei ragazzi in età scolastica in Ungheria (il campione superava di poco le mille unità) dimostrava al contrario una prevalenza maschile, stesso dato ma su una popolazione più ampia (più di 70 000 ragazzi) è stata riscontrata in Israele, studio condotto in una ricerca comparata sull'epidemiologia della lingua scrotale.

## Manifestazioni
Le papille filiformi continuamente si perdono e ricrescono, la condizione risulta in molti casi asintomatica, mentre la zona più colpita sono i margini laterali della lingua e l'apice. Si riscontra talvolta anemia Le lesioni possono variare nel corso della condizione , sia per quanto riguarda il colore (talvolta le macchie appaiono rosse) e le dimensioni e possono anche spostarsi.

## Eziologia
La vera origine della condizione non è certa  ma fra le cause registrate in letteratura medica si sospetta che all'origine vi sia una patologia di base come il diabete mellito, anche se in uno studio condotto nel 2000 si nota come non sia marcata tale possibilità. Che si tratti di un qualche tipo di infezione a base patologica è suggerito dalla natura infiammatoria, e quindi potrebbe trattarsi di un'infezione batterica o relativa a funghi patogeni o all'AIDS. Inoltre sono stati registrati anche alcuni collegamenti con l'atopia e la sindrome di Reiter. L'ipotesi di una deficienza vitaminica dopo uno studio condotto nell'università del Minnesota è stata parzialmente scartata in quanto non si sono riscontrati miglioramenti rilevanti rispetto al placebo somministrato.

### Genetica ed ereditarietà
Il possibile coinvolgimento genetico è stato introdotto già dalla seconda metà del XX secolo ipotesi che per decenni suscita interesse anche nei decenni successivi come dimostra una pubblicazione del 1987, dove fra l'altro suggeriva la suddivisione in due tipologie della malattia. Uno studio condotto su 50 persone in Grecia specificatamente condotto per comprendere la reazione degli antigeni in tale malattia ne ha rivelato un aumento del DR5 e del DRW6 e al contempo una diminuzione del DR2, tutto ciò supporta la teoria basata sulla genetica. Analogamente alcuni studi suggeriscono poi un carattere ereditario. Anche una possibile correlazione genetica con la lingua scrotale è stata ipotizzata in letteratura su uno studio condotto su 4000 pazienti iraniani.

### La psoriasi
Molti studi hanno dimostrato un collegamento con la psoriasi, anche studi effettuati in Italia  e basati su quasi un centinaio di persone, confermano questa teoria che in uno studio condotto in Iran di durata quinquennale (negli anni 2000 - 2005) ha dimostrato come la correlazione sia maggiore rispetto alla lingua scrotale. Di contro si è giunti alla conclusione che le due malattie potessero incidentalmente manifestarsi senza alcuna correlazione eziologica.

### Derivazione allergica
Diversi studi suppongono una natura allergica della lingua a carta geografica essi sono stati condotti su persone che soffrono di asma e rinite evidenziando che la malattia può essere ritenuta un segno clinico.

### Ruolo dello stress
Altra teoria riguarda il fattore psicosomatico che avrebbe un ruolo importante nella eziopatogenesi della malattia dove in tal caso la malattia costituirebbe un effetto dello stress, confortata da un'aumentata incidenza della manifestazione nei malati mentali con sintomi più gravi.
Osservazioni in vivo hanno mostrato l'insorgenza di lingua geografica in pazienti maschi in età avanzata, affetti da Parkinson dopo circa un anno dall'inizio della terapia sostitutiva della dopamina. Studi statistici che confermino o disconfermino l'associazione lingua geografica e farmaci che impattano con la quantità di dopamina circolante o i recettori della dopamina non sono ancora stati fatti.

## Diagnosi
Una corretta diagnosi della lingua a carta geografica si basa sull'esame obiettivo e sull'assenza di dolore La biopsia della mucosa linguale risulta l'accertamento diagnostico definitivo.

## Terapia
Anche se normalmente non si necessita di alcun trattamento, si somministrano antibiotici e vitamine anche in forma acida come la tretinoina (la forma acida della vitamina A, un retinoide) anche se si dimostrano raramente di aiuto. Per combattere la causa emotiva si ricorre alla psicoterapia. Inoltre, sulla base dell'ipotesi di una correlazione con la psoriasi è stata provata la ciclosporina, un immunosoppressore utilizzato sovente contro l'altra malattia, che sembra ottenere una buona risposta.